# Dessin réaliste dans la bande dessinée

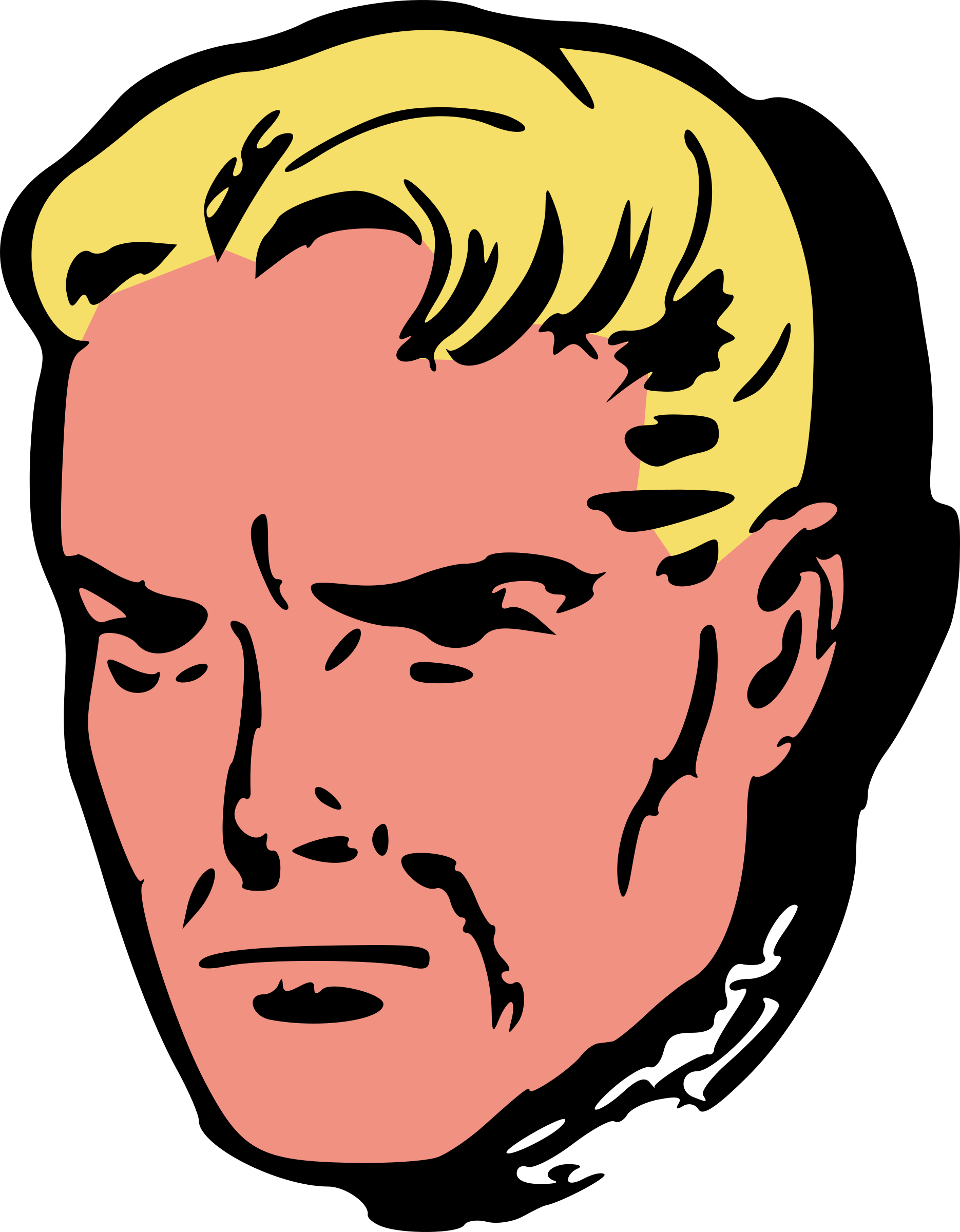
Exemple de dessin réaliste.

Le dessin réaliste dans la bande dessinée n'est pas rattaché à un journal ou un mouvement artistique en particulier. Il se distingue du style de dessin humoristique par une attention portée au réalisme des proportions et de l'anatomie des personnages. Thierry Groensteen, un spécialiste de la bande dessinée déclare : « on a coutume de séparer les dessinateurs en deux grandes familles, les réalistes et les humoristes »
Le style de dessin réaliste se développe dans la bande dessinée d'aventure, incluant le policier, la science-fiction, ou les récits de guerre : parmi les dessinateurs américains de comic-strip, Alex Raymond (Flash Gordon, Rip Kirby, Agent Secret X-9), Lee Falk (Le Fantôme, Mandrake le magicien), Burne Hogarth (Tarzan) ou Milton Caniff (Terry et les Pirates, Steve Canyon) s'affirment dès les années 1930 comme des maîtres du genre.
En Europe, le style réaliste est utilisé par des auteurs comme Auguste Liquois ou Edgar P. Jacobs. Influencé à ses débuts par le style anglo-saxon, Jacobs s'oriente ensuite vers le style ligne claire, tout en maintenant une attention au réalisme des décors et des proportions. Les fumetti italiens font un grand usage du style réaliste, comme dans Tex, dessiné notamment par Aurelio Galleppini.
De nombreux dessinateurs au sein de la bande dessinée franco-belge s'illustrent dans le style réaliste, qu'ils soient rattachés à l'école de Marcinelle ou à la ligne claire. Jijé (Jerry Spring, Jean Valhardi, Tanguy et Laverdure, Barbe-Rouge) passe, au gré de ses nombreuses créations, du style humoristique au style réaliste avec la même aisance. D'autres dessinateurs font preuve de la même versatilité en s'illustrant aussi bien dans le réalisme que dans l'humour, comme Bob de Moor (Cori le moussaillon, Lefranc (bande dessinée), Blake et Mortimer) ou Albert Uderzo (Tanguy et Laverdure).
Parmi les dessinateurs s'étant illustrés dans un style réaliste, on peut citer Gerald Forton (Kim Devil, Bob Morane), Philippe Francq (Largo Winch), Jean Giraud (Blueberry) qui passe « d'un style réaliste à un graphisme épuré », Jean Graton (Michel Vaillant), Hermann (Comanche, Bernard Prince), Victor Hubinon (Buck Danny, Surcouf, Barbe-Rouge),  Eddy Paape (Jean Valhardi, Marc Dacier, Luc Orient, Winston Churchill, Les Belles Histoires de l'oncle Paul), André Cheret (Rahan), Grzegorz Rosiński (Thorgal), William Vance (Bob Morane, Bruno Brazil, XIII), Jacques Martin (auteur) (Alix (bande dessinée), Lefranc (bande dessinée)), Jean Pleyers (Jhen, Keos), Gilles Chaillet (Lefranc (bande dessinée), Vasco (bande dessinée)), Francis Bergèse (Buck Danny) ou Paul Gillon (Les Naufragés du temps).

## Documentation
- Didier Quella-Guyot, « Réalisme et semi-réalisme », dans La Bande dessinée, Paris, Desclée de Brouwer, coll. « 50 Mots », novembre 1990, 160 p. (ISBN 2220031713), p. 130-132.